# Gheorghe Calcișcă
Gheorghe Calcișcă (Bukurešt, Rumunjska, 10. siječnja 1935.) je bivši rumunjski biciklist.
Natjecao se u pojedinačnoj konkurenciji na Olimpijskim igrama u Rimu 1960.